# Rindalisme
 Denne artikel bør gennemlæses af en person med fagkendskab for at sikre den faglige korrekthed.

 Der er for få eller ingen kildehenvisninger i denne artikel, hvilket er et problem. Du kan hjælpe ved at angive troværdige kilder til de påstande, som fremføres i artiklen.

Rindalisme var en bevægelse fra midten af 60'erne og betegner en folkelig modstand mod statsstøtte til kunstnere og især moderne abstrakt kunst. Opkaldt efter dens grundlægger Peter Rindal. I dag bruges rindalisme om modstand mod kunst i almindelighed og moderne kunst, særlig abstrakt billedkunst, i særdeleshed. Begrebet bruges også i overført betydning til andre områder, bl.a. "vidensrindalisme" om folkelig modstand mod nyere videnskabelige strømninger.

## Baggrund
Den 27. maj 1964 stemte folketingets partier på nær De Uafhængige for loven om Statens Kunstfond. Med  Statens Kunstfond indførtes et nyt administrativt organ samt en omprioritering og massiv udvidelse af kunststøtten, så den kom op på 3,5 mio. kr.
Den 29. januar 1965 modtog de første yngre kunstnere de første treårige stipendier. Inden for litteraturen var det Klaus Rifbjerg, Thorkild Hansen, Sven Holm, Knud Holst, Ulla Ryum og Jess Ørnsbo. Specielt den skattefinansierede statsstøtte til Rifbjerg vakte forargelse, da han levede livet  med dyre biler og rejser. Men også Peter Bonnén, der på grundlag af sit abstrakte værk Skulptur i 6 dele fra 1965, blev tildelt støtte under den nye ordning, vakte postyr.
Under en pressestorm mod den nye kunststøttelov, som tilsyneladende kom helt bag på både politikere, kunstnere og kulturformidlere, formåede Peter Rindal og hans støtter hurtigt at indsamle omkring 60.000 protestunderskrifter. Protesterne fik dog ikke nævneværdig betydning for Statens Kunstfond eller dens administration, hvis budget hurtigt voksede fra  kr. 3.500.000 i 1965 til 41.800.000 i 1993 og 73.100.000 i 2005.